# Pistolet Beretta Mod. 1922
Beretta Model 1922 (M1922, Mod.922, M1915/19) – włoski pistolet samopowtarzalny. Zmodernizowana wersja pistoletu Model 1915 produkowana na rynek cywilny. Jeden z pierwszych pistoletów Beretty z charakterystycznym wycięciem w górnej części zamka.

## Historia
Po wybuchu I wojny światowej w firmie Beretta rozpoczęto produkcje pistoletu Model 1915.  Pistolet ten został początkowo zaprojektowany przez Tulio Marengoniego. Beretta M1915 stała się w czasie I wojny światowej podstawowym wzorem broni krótkiej armii włoskiej. Pistolet Model 1915 był produkowany do 1917 roku kiedy zastąpił go Model 1917, o identycznej konstrukcji i wymiarach, ale zasilany nabojem 7,65 mm Browning.
W 1919 roku Beretta opatentowała nowy sposób mocowania lufy w szkielecie pistoletu. Nowy sposób montażu lufy został po raz pierwszy zastosowany w kieszonkowym pistolecie Model 1919. Opatentowana metoda umożliwiała zastosowanie pojedynczego dużego wycięcia na górnej powierzchni zamka które zmniejszało jego masę i jednocześnie spełniało funkcję okna wyrzutowego łusek (w pistolecie Model 1915 okno wyrzutowe łusek było osobnym otworem).
W 1922 roku rozpoczęto produkcje pistoletu Model 1922. Był to zmodernizowany pistolet Model 1915  z lufą zamocowaną identycznie jak w Modelu 1919. pistolet posiadał na zamku napis Brevetto 1915-1919, Modello 1922 i jest często określany jako Model 1915/19.
Pistolet Model 1922 był produkowany do 1932 roku kiedy zastąpił go Model 1931.

## Opis
Beretta M1922 była bronią samopowtarzalną. Zasada działania oparta na odrzucie zamka swobodnego. Mechanizm spustowy z kurkiem wewnętrznym.
Bezpiecznik nastawny. Skrzydełko bezpiecznika po lewej stronie szkieletu.
M1922 był zasilany z wymiennego, jednorzędowego magazynka pudełkowego o pojemności 8 naboi, umieszczonego w chwycie. Przycisk zwalniania magazynka znajdował się u dołu chwytu.
Lufa gwintowana, posiadała 6 bruzd prawoskrętnych.
Przyrządy celownicze mechaniczne, stałe (muszka i szczerbinka).